# 129 Brygada Międzynarodowa

Flaga Brygad Międzynarodowych

129 Brygada Międzynarodowa – jednostka wojskowa, wchodząca w skład Brygad Międzynarodowych w czasie hiszpańskiej wojny domowej walcząca po stronie republikańskiej przeciwko oddziałom gen. Francisco Franco, wspieranym przez faszystowskie rządy III Rzeszy i Włoch. 
Ze względu na zróżnicowanie narodowościowe wewnątrz brygady często nazywana była Brygada czterdziestu narodów; żołnierze pochodzili głównie z krajów bałkańskich i Europy Środkowej. Została utworzona w dniu 28 kwietnia 1937 z pozostałości innych batalionów oraz członków Robotniczej Partii Marksistowskiej Unifikacji.
8 lutego jednostka została ulokowana w Chillon (Ciudad Real), ofensywa frankistów w Aragonii zmusiła do przeniesienia 25 marca brygady do Morella (Castellón), z którego w obliczu ataków nieprzyjaciela brygada musiała wycofać się 4 kwietnia. Ze względu na znaczne straty została wysłana do San Mateo w celu reorganizacji. Wyróżnił się w walkach w Sierra de Javalambre i Alto del Buitre, za które formacji przyznano Medalla al Valor (zbiorczy).
Różnice polityczne i konflikt z POUM w Katalonii doprowadziły do rozwiązania brygady w październiku 1938. Została ona zreorganizowana w dniu 8 lutego 1938 w Chillon, na jej czele stał Wacław Komar (wcześniej w Brygadzie im. Jarosława Dąbrowskiego) a komisarzem politycznym został Lorenzo González del Campo z Krajowej Konfederacji Pracy.
W skład brygady wchodziły następujące bataliony:
- 1 Batalion im. Georgi Dymitrowa, składający się głównie z Bułgarów i Czechów.
- 2 Batalion im. Đuro Đakovicia, w którego skład wchodzili głównie żołnierze z Jugosławii i Bułgarii.
- 3 Batalion im. Tomáša Masaryka, tworzony przede wszystkim przez wolontariuszy z Czechosłowacji.